# Prodyscherus
Prodyscherus is een geslacht van kevers uit de familie van de loopkevers (Carabidae). De wetenschappelijke naam van het geslacht is voor het eerst geldig gepubliceerd in 1946 door Jeannel.

## Soorten
Het geslacht Prodyscherus omvat de volgende soorten:
- Prodyscherus alluaudi (Banninger, 1934)
- Prodyscherus androyanus Jeannel, 1946
- Prodyscherus anosyensis Basilewsky, 1972
- Prodyscherus australis Jeannel, 1946
- Prodyscherus basilewskyi Bulirsch, Janak & Moravec, 2005
- Prodyscherus curtipennis (Fairmaire, 1901)
- Prodyscherus decaryi Jeannel, 1946
- Prodyscherus externus (Fairmaire, 1901)
- Prodyscherus grandidieri Jeannel, 1946
- Prodyscherus granulatus Jeannel, 1946
- Prodyscherus mandibularis (Fairmaire, 1901)
- Prodyscherus meridionalis Jeannel, 1955
- Prodyscherus morondavae Basilewsky, 1976
- Prodyscherus nigrita (Banninger, 1934)
- Prodyscherus ovatus (Banninger, 1934)
- Prodyscherus pluto (K?nckel, 1887)
- Prodyscherus praelongus (Fairmaire, 1898)
- Prodyscherus pseudomandibularis (Banninger, 1934)
- Prodyscherus rapax (Fairmaire, 1883)
- Prodyscherus rugatus (Banninger, 1934)
- Prodyscherus sexiessetosus Jeannel, 1946